# HC Spartak Moscou

Imagem

HC Spartak Moscou é um clube de hóquei no gelo profissional russo sediado em Moscou. Eles são membros da Liga Continental de Hockey.

## História
Fundando originariamente em 1946, para as disputas da liga soviética. 
São membros da Liga Continental de Hockey desde a temporada inicial.